# Campionati del mondo di ciclocross 2010 - Gara femminile Elite
La gara femminile Elite dei campionati del mondo di ciclocross 2010, undicesima edizione della prova, si svolse il 31 gennaio 2010 con partenza e arrivo da Tábor in Repubblica Ceca su un percorso iniziale di 160 mt più un circuito di 3,1 km da ripetere 5 volte per un totale di 15,66 km. La corsa è stata vinta dall'olandese Marianne Vos, che si è laureata campionessa del mondo per la terza volta, seconda la tedesca Hanka Kupfernagel, terza l'altra olandese Daphny van den Brand.
Le cicliste che presero il via furono 43, delle quali 41 completarono la gara.

## Squadre partecipanti
| N. cicliste | Cod. | Squadra       |
| ----------- | ---- | ------------- |
| 2           | BEL  | Belgio        |
| 1           | CAN  | Canada        |
| 5           | CZE  | Rep. Ceca     |
| 1           | DEN  | Danimarca     |
| 5           | FRA  | Francia       |
| 4           | GER  | Germania      |
| 4           | GBR  | Gran Bretagna |
| 1           | HUN  | Ungheria      |

| N. cicliste | Cod. | Squadra     |
| ----------- | ---- | ----------- |
| 1           | ITA  | Italia      |
| 4           | JPN  | Giappone    |
| 7           | NLD  | Paesi Bassi |
| 1           | POL  | Polonia     |
| 1           | SVK  | Slovacchia  |
| 1           | ESP  | Spagna      |
| 1           | SUI  | Svizzera    |
| 4           | USA  | Stati Uniti |

## Classifica (Top 10)
| Pos. | Corridore                | Squadra     | Tempo   |
| ---- | ------------------------ | ----------- | ------- |
| 1    | Marianne Vos             | Paesi Bassi | 42'59"  |
| 2    | Hanka Kupfernagel        | Germania    | a 45"   |
| 3    | Daphny van den Brand     | Paesi Bassi | a 1'02" |
| 4    | Kateřina Nash            | Rep. Ceca   | a 1'20" |
| 5    | Eva Lechner              | Italia      | a 1'41" |
| 6    | Christel Ferrier-Bruneau | Francia     | a 1'47" |
| 7    | Caroline Mani            | Francia     | a 1'53" |
| 8    | Pauline Ferrand-Prévot   | Francia     | a 2'11" |
| 9    | Sanne Van Paassen        | Paesi Bassi | a 2'28" |
| 10   | Lucie Chainel-Lefevre    | Francia     | a 2'31" |